# August Storck
August Storck KG, cuyo nombre comercial es Storck, es una empresa alemana dedicada a la fabricación de dulces.
Su sede central se encuentra en Berlín, mientras que la principal planta de producción está en Halle. También dispone de plantas en Ohrdruf, Skanderborg (Dinamarca) y Winchester (Reino Unido).

## Historia
La empresa fue fundada en 1903 por los confiteros August Oberwelland y Gestüt Storck, que abrieron una fábrica de dulces en la localidad de Werther (Renania del Norte-Westfalia). Llegó a contar en sus inicios con doce empleados que dieron servicio a la región de Westfalia, pero la Primera Guerra Mundial perjudicó su desarrollo. En 1921 la compañía pasó a manos de Hugo Oberwelland, hijo de August, que expandió el negocio a toda Alemania.
En 1934 se decidió frenar la producción de más de 200 dulces sin marca para apostar por una única variedad: el caramelo "Storck 1 Pfennig Riesen" (en español, "gigante de un centavo"). Esta fue la primera vez en la historia de Alemania que se vendió un dulce como marca, pues cada unidad estaba envuelta en un diseño llamativo de color amarillo con el nombre de la empresa y el precio. La idea fue un éxito; en 1937 la plantilla aumentó a 37 trabajadores y se vendieron cerca de 1.170 toneladas en todo el territorio alemán de la época. La producción volvió a frenarse por la Segunda Guerra Mundial pero las inversiones se recuperaron cuando el conflicto terminó. En 1945 se construyó una planta de producción en Halle y se diseñó un plan de viabilidad que incluía la creación de nuevas marcas e industrias, así como un plan de incentivos para empleados.
Storck aprovechó la recuperación económica de Alemania Federal para convertirse en líder de la confitería germana y expandir su negocio internacionalmente a partir de 1953. Un año después comenzó a fabricar chocolate. A partir de la década de 1960 apostó por la creación de nuevas marcas como los chicles "Mamba" (1953), las gominolas de fruta "nimm2" (1962), los chocolates "Merci" (1965), los caramelos "Campino" (1966), "Werther's Original" (1969) y "Toffifee" (1973), y las galletas "Knoppers" (1983). Con la reunificación alemana, Storck abrió una nueva planta de producción en la ciudad oriental de Ohrdruf.
En la celebración del centenario de Storck (2003) se presentó la imagen corporativa actual y se anunció la llegada a la presidencia de Axel Oberwelland, de la cuarta generación de la familia fundadora. La empresa consiguió sumar 4.500 empleados, tres plantas de producción a nivel nacional (Berlín, Halle y Ohrdruf) y una amplia red de distribución internacional en Europa y América del Norte. En el mercado asiático ha llegado a acuerdos con otras empresas locales, como Morinaga en Japón.

## Marcas

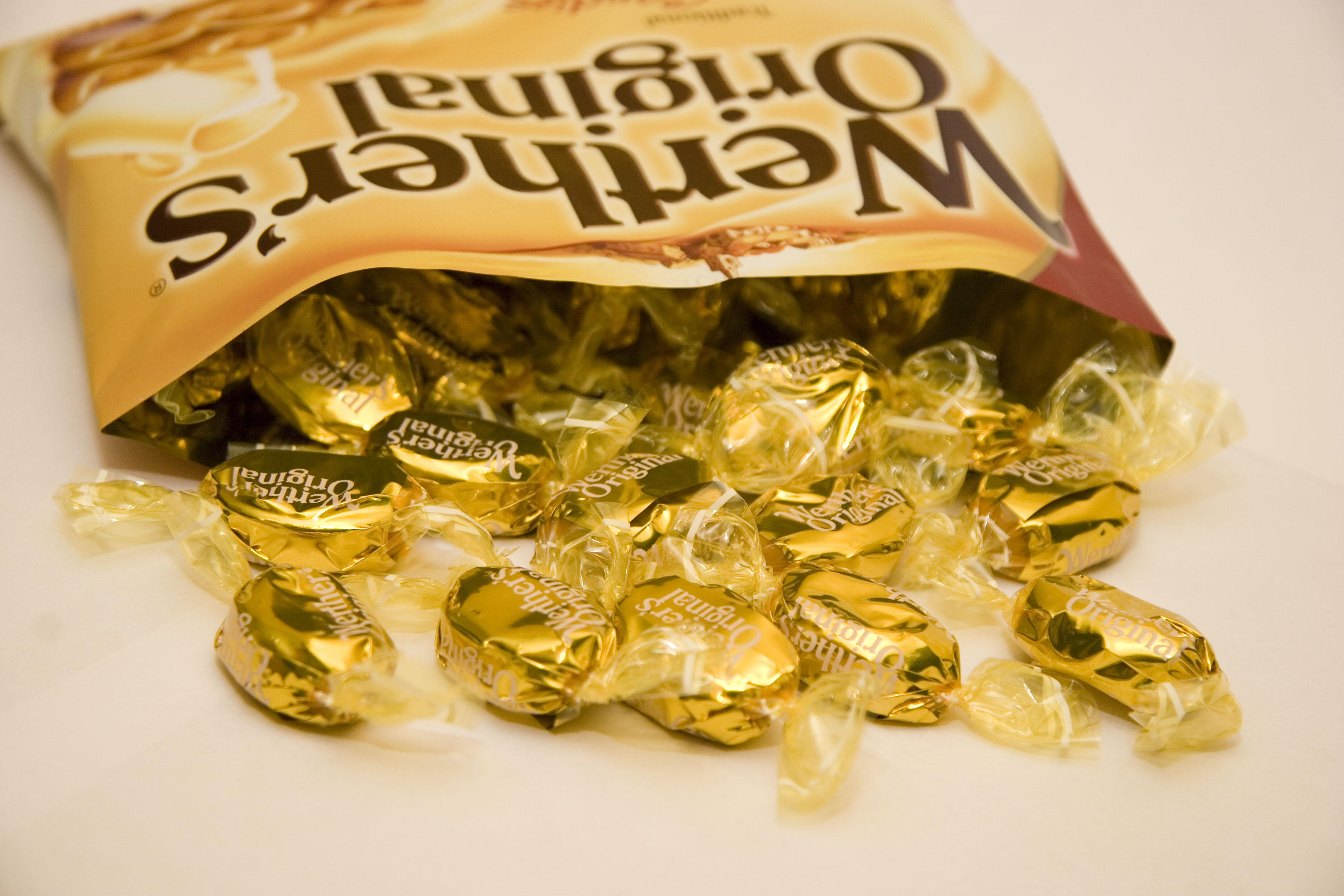
Werther's Original es la marca de Storck con más ventas.

Las principales marcas de Storck son las siguientes:
- Riesen: Caramelo con cobertura de chocolate.

- Werther's Original: Caramelo tostado. Existen distintas variantes.

- Merci: Chocolatinas de distintos sabores.

- Nimm2: Caramelos masticables con sabor a frutas.

- Campino: Caramelos con sabor a frutas.

- Toffifee: Avellana envuelta de caramelo con crema de avellanas y cobertura de chocolate.

- Knoppers: Galleta con leche y avellanas.

- Mamba: Marca de goma de mascar.

- Bendicks: Chocolate relleno de menta.

## Controversia
La empresa ha enfrentado críticas por haber continuado sus operaciones comerciales en Rusia a pesar de las sanciones internacionales impuestas por la Unión Europea tras la invasión rusa de Ucrania en 2022.